# Боянув (Підкарпатське воєводство)
Боянув (пол. Bojanów) — село в Польщі, у гміні Боянув Стальововольського повіту Підкарпатського воєводства.
Населення — 1414 осіб (2011).
У 1975-1998 роках село належало до Тарнобжезького воєводства.

## Демографія
Демографічна структура станом на 31 березня 2011 року:
|          | Загалом | Допрацездатний вік | Працездатний вік | Постпрацездатний вік |
| -------- | ------- | ------------------ | ---------------- | -------------------- |
| Чоловіки | 724     | 173                | 482              | 69                   |
| Жінки    | 690     | 158                | 409              | 123                  |
| Разом    | 1414    | 331                | 891              | 192                  |